# Clayton Rawson
Pour les articles homonymes, voir Rawson (homonymie).
Œuvres principales
- La série du Grand Merlini (1938-1942)

Clayton Rawson (Elyria, Ohio, 15 août 1906 - Mamaroneck, New York, 1er mars 1971) est un magicien professionnel, un éditeur et un écrivain américain de roman policier.

## Biographie
Clayton Rawson obtient son diplôme de la Ohio State University en 1929, puis il s'installe avec sa femme à Chicago où il gagne d'abord sa vie comme illustrateur.  Dès son plus jeune âge, il se passionne pour la prestidigitation et il amorce au cours des années 1930 une carrière de magicien dans le monde du spectacle.
En 1938, il publie le premier roman de la série du Grand Merlini, héros récurrent de trois autres romans et d'une poignée de nouvelles. Tout en continuant de se produire sur scène, il assure aussi l'édition de magazines de littérature policière, dont celle du Ellery Queen's Mystery Magazine.
Sous le pseudonyme de Stuart Towne, il écrit quelques aventures de Don Diavolo, sorte d'aventurier qui était déjà apparu dans un des romans de la série du Grand Merlini. Le Grand Merlini, rebaptisé le Grand Morgan, a été incarné à l'écran par Robert Young dans Miracles à vendre de Tod Browning en 1939. Pas de bière pour le cadavre a été adapté sous le titre The Man Who Wouldn't Die par Herbert I. Leeds en 1942.
Admirateur et grand ami de John Dickson Carr, il s'amusait avec lui, par articles de revue interposés, à se lancer mutuellement des défis policiers, et tout particulièrement des énigmes en chambre close, type de whodunit où ils se sont tous deux illustrés.
Clayton Rawson est l'un des membres fondateurs du Mystery Writers of America en 1945.

## Œuvre

### Romans

#### SérieGrand Merlini
- Death From a Top Hat (1938) Publié en français sous le titre Miracles à vendre, Paris, Librairie des Champs-Élysées, coll. « Le Masque » no 2142, 1993
- The Footprints on the Ceiling (1939) Publié en français sous le titre Les Pieds au plafond, Paris, Librairie des Champs-Élysées, coll. « Le Masque » no 2082, 1992
- The Headless Lady (1940) Publié en français sous le titre La Femme sans tête, Paris, Librairie des Champs-Élysées, coll. « Le Masque » no 2340, 1997
- No Coffin For the Corpse (1942) Publié en français sous le titre Pas de bière pour le cadavre, Paris, Librairie des Champs-Élysées, coll. « Le Masque » no 2204, 1994
- The Great Merlini (1979), recueil posthume de 12 nouvelles Publié en français sous le titre Le Grand Merlini, Paris, Librairie des Champs-Élysées, coll. « Le Masque » no 2390, 1998

#### SérieDon Diavolosignée Stuart Towne
- Death Out of Thin Air (1941) Publié en français sous la signature Clayton Rawson et sous le titre Don Diavolo, Paris, Librairie des Champs-Élysées, coll. « Le Masque » no 2463, 2002
- Death From Nowhere (1943)

### Autres publications
- Scame on Dice (1945)
- Al Baker's Pet Secrets (1951)
- How to entertain children with magic you can do (1963) Publié en français sous le titre Mille et un tours de magie, Paris, Éditions Deux Coqs d'or, 1965
- The Golden Book of Magic (1964)

### Nouvelles isolées
- From Another World (1948) Publié en français sous le titre Une histoire de l'Au-delà, Paris, Opta, Mystère Magazine no 28, mai 1950 ; réédition dans Les Meilleures Histoires de chambres closes, Paris, Minerve, 1985
- Off the Face of the Earth (1949) Publié en français sous le titre Escamoté !, Paris, Opta, Mystère Magazine no 38, mars 1951 ; réédition dans Les Meilleures Histoires de chambres closes, Paris, Minerve, 1985
- Miracle-all in a Day Work (1958) Publié en français sous le titre Le cadavre est au téléphone, Paris, Opta, Mystère Magazine no 139, août 1959 ; réédition dans 20 mystères de chambres closes, Paris, Losfeld, Terrain vague, 1988

## Référence
- Claude Mesplède, Dictionnaire des littératures policières, vol. 2 : J - Z, Nantes, Joseph K, coll. « Temps noir », 2007, 1086 p. (ISBN 978-2-910-68645-1, OCLC 315873361), p. 624-625.